# Betty Cecilia Lugo
Betty Cecilia Lugo González (Caracas, 20 de abril de 1946-Maracaibo, 23 de septiembre de 2017) fue una filántropa venezolana, fundadora de la educación para niños con discapacidad en la región oriental del Estado Zulia y de la primera asociación del Estado Zulia para personas afectadas por depresión y trastorno bipolar. Fue cofundadora de la sociedad civil sin fines de lucro “La Casa de la Misericordia” en Maracaibo y activa benefactora de la obra durante 25 años.

## Biografía
Nació en Caracas, Venezuela, el 20 de abril de 1946. Sus padres fueron Raúl Lugo Montero, originario de La Vela de Coro, Estado Falcón y prefecto del Distrito Maracaibo durante la década de 1950, Su madre fue  Dalia Emilia González Palmar de Lugo, oriunda de la ciudad de Maracaibo.
Realizó estudios universitarios de Medicina y de Educación Especial, en Venezuela y en los Estados Unidos, en la Universidad del Zulia y en la Universidad de Tulsa, Oklahoma. A finales de los años sesenta se residenció en el Municipio Lagunillas del entonces Distrito Bolívar del Estado Zulia. Allí comenzó su labor por la comunidad, iniciando la educación para niños con discapacidad en la Costa Oriental del Lago de Maracaibo, que abarca todas las ciudades de la región occidental del estado Zulia.
En los años ochenta se instaló en Maracaibo, donde también desplegó amplia labor humanitaria. Fundó la primera asociación del Zulia para tratar la depresión y el trastorno bipolar y fue cofundadora de la obra social “La Casa de la Misericordia” de Maracaibo, donde se desempeñó como activa organizadora y benefactora.
Murió en Maracaibo, el 23 de septiembre de 2017. Sus restos reposan en la Iglesia “Padre Antonio María Claret” de Maracaibo

## AZUPANE-Lagunillas
Betty Lugo llegó a la Costa Oriental del lago de Maracaibo a finales de la década de 1960. Por esa época, la educación para niños discapacitados era inexistente en la región. No se contaba, en consecuencia, con ningún espacio para la educación especial dentro los planteles dedicados a la enseñanza regular. Los casos más difíciles permanecían completamente aislados en sus residencias, sin tener comunicación con la sociedad, que tampoco disponía de lugar ni rol para ellos.
Este escenario fue captado por Betty Lugo desde su llegada a la región, hecho que la llevó a iniciar una cruzada, a fin de abrir un espacio dentro del sistema educativo para esa parte de la población infantil. Es así como nació la idea de crear una escuela y centro de acogida para niños con discapacidad, donde pudieran educarse, hacer deporte y vida al aire libre.

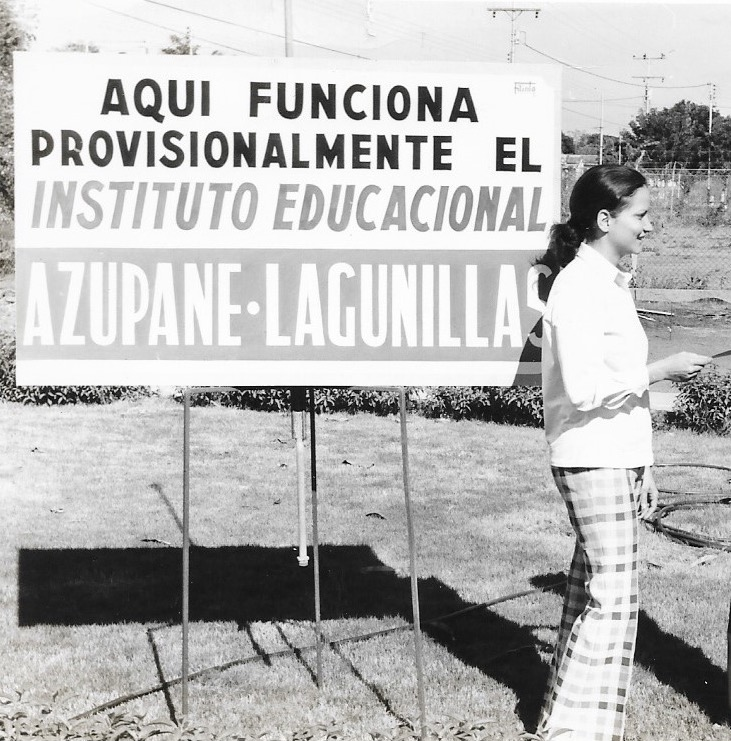
Betty Lugo en los jardines de la sede de AZUPANE-Lagunillas.

### El proyecto
Basada en su preparación académica en el campo de la educación especial, comenzó a organizar a las damas de la sociedad petrolera de la región y a sensibilizar a las grandes corporaciones extranjeras radicadas en la zona. Logró que las empresas petroleras internacionales incorporarán el proyecto a sus programas de donaciones y creó un comité organizador de eventos para que, bajo su dirección, se encargara de recolectar fondos.
Después de cuatro años de trabajo, y con la participación de padres y benefactores, se creó el centro de educación especial, AZUPANE-Lagunillas. La sede original fue un edificio donado por la compañía Shell de Venezuela, donde el 4 de mayo de 1974 se inauguró el plantel pedagógico-educativo. Igualmente se consiguió de la comunidad empresarial la donación de un autobús, para el transporte diario de los alumnos hasta el plantel.

### Legado
AZUPANE-Lagunillas despertó en la zona la importancia y necesidad de la educación especial y Betty Lugo continuó su cruzada alentando a organismos privados y oficiales a extender la labor por toda la región. Cuando dejó la Costa Oriental del Lago, y con ello la presidencia de AZUPANE-Lagunillas, el plantel estaba en pleno funcionamiento, aumentando cada año el número de alumnos. La sociedad local había tomado consciencia de la situación de los niños con necesidad de educación especial y el Ministerio de Educación visualizaba proyectos similares en la zona. Finalmente el plantel fue absorbido por el gobierno, incorporándolo a su programa general de educación especial, que se desarrolló después de AZUPANE-Lagunillas y se extendió por toda la costa oriental del lago de Maracaibo. La escuela posteriormente se denominó "Instituto de Educación Especial Jesús Enrique Losada".

## AZUDEBI

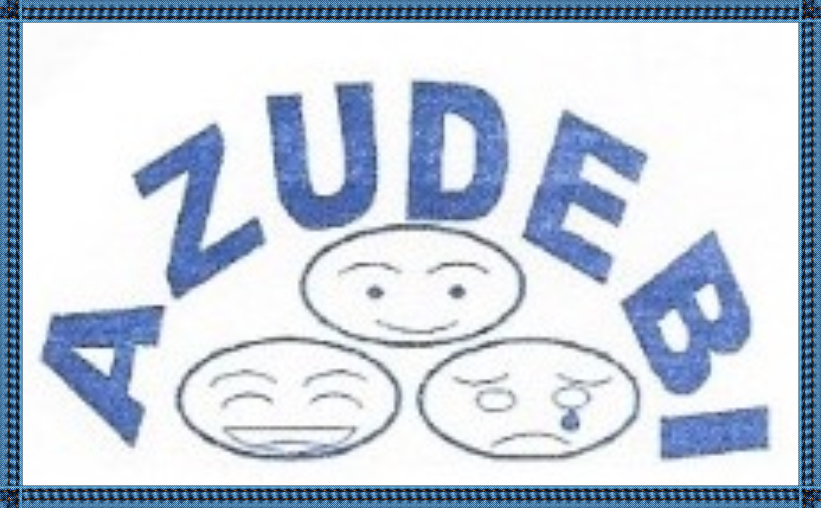
Logotipo de la "Asociación Zuliana para personas con Depresión y Trastorno Bipolar", fundada en 2006 por Betty Cecilia Lugo.

A principios de los años ochenta Betty Lugo estaba residenciada en Maracaibo. Durante los años que vivió en la ciudad capital del Estado Zulia, comenzó un proyecto para asesorar a la población afectada por la depresión y el trastorno bipolar. Dada la complejidad y el relativo desconocimiento de sus causas, el asesoramiento de cómo sobrellevar la enfermedad le resultaba esencial para mejorar las condiciones de vida de las personas afectadas. Ello la impulsó a conformar un grupo de profesionales relacionados al tema y crear una asociación dedicada a asesorar a personas afectadas por este tipo de trastorno.
En 2006 fundó en Maracaibo la Asociación Zuliana para la Depresión y el Trastorno Bipolar, AZUDEBI, primera iniciativa en este campo en el Estado Zulia. Se instaló como una asociación civil sin fines de lucro, con la misión de proporcionar educación y orientación sobre los trastornos del estado de ánimo y facilitar los medios de tratamiento necesarios.

### Actividades
Como presidenta de la AZUDEBI Betty Lugo estableció cumplir los objetivos de la asociación, a través del apoyo adecuado a los pacientes, la orientación permanente a familiares y la administración de medicamentos acordes con cada caso. Las actividades relacionadas directamente a los afectados se complementaron con una campaña de concientización de la población sobre la enfermedad, a través de los medios de comunicación.
AZUDEBI fijó como base de las actividades la periodicidad de charlas a los afectados y a sus familiares, en locales comunitarios y en salones de las iglesias de Maracaibo y de las clínicas especializadas afiliadas al proyecto. Igualmente estableció la participación de profesionales de la medicina, la psicología y el psicoanálisis en los conversatorios y la discusión de aspectos como la utilidad de los ejercicios de meditación, el tratamiento adecuado para la depresión y la importancia del entorno y la vida familiar de los enfermos.

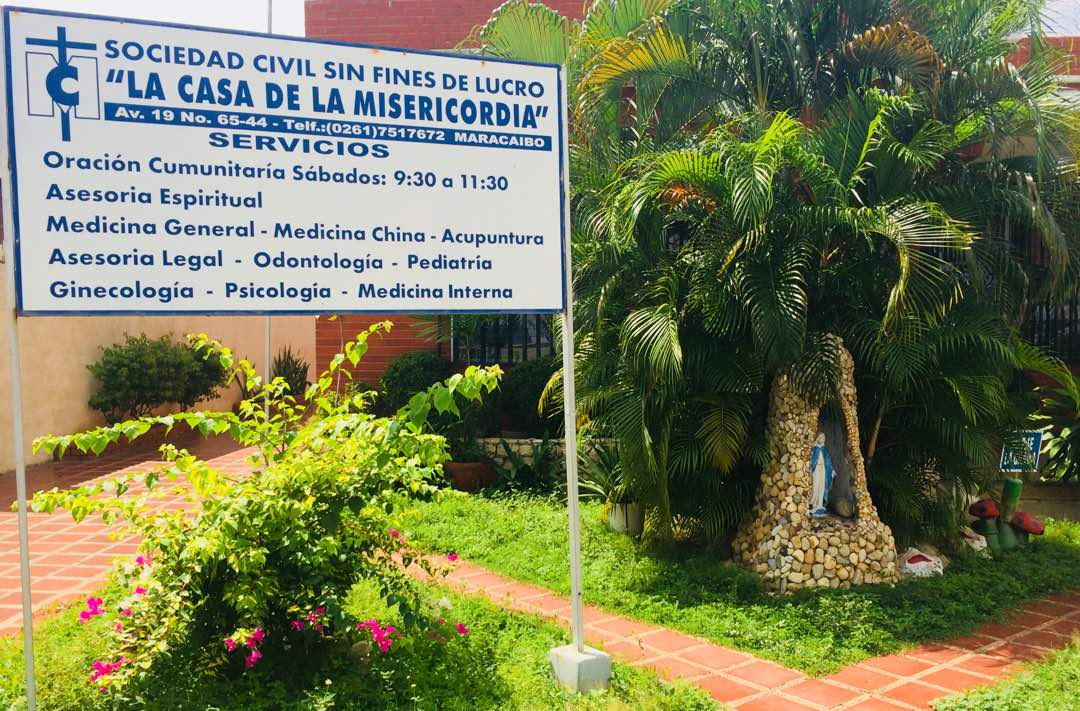
Sede de "La Casa de la Misericordia" en Maracaibo.

## La Casa de la Misericordia

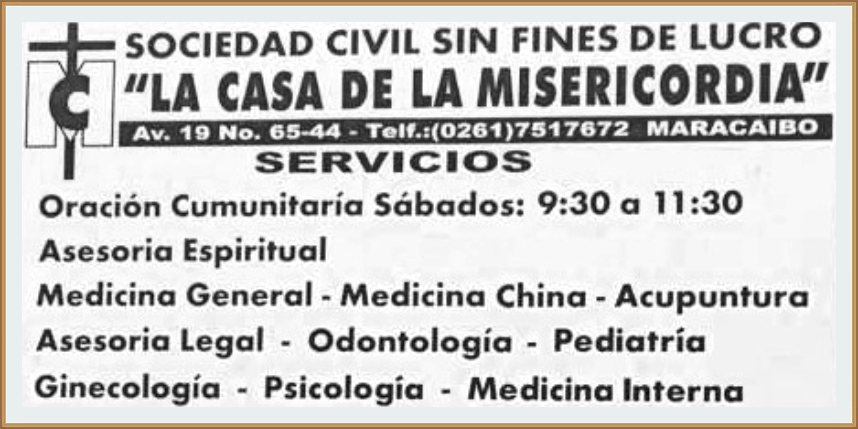
Aviso de "La Casa de la Misericordia", con el listado de servicios gratuitos que ofrece la obra benéfica.

Durante los años que vivió en Maracaibo Betty Lugo realizó una amplia labor humanitaria, en lo relativo a la fundación e instalación de la sociedad sin fines de lucro, “La Casa de la Misericordia”. Esta obra se inició en 1992, dentro de las instalaciones del “Colegio de la Presentación”, bajo el amparo de la conocida “Hermana Francisca”. Se fundó con el objetivo de brindar atención médica gratuita a personas de escasos recursos, así como también apoyo espiritual.
Betty Lugo fue cofundadora de la obra y pieza clave en la adquisición de una sede propia, independiente del colegio. Trabajó en distintos frentes para lograr, de la Gobernación del Estado Zulia, la donación de la residencia que es hoy sede de “La Casa de la Misericordia”. Logró además que la empresa estatal Petróleos de Venezuela donara un vehículo de transporte colectivo, para llevar a las personas de la tercera edad desde sus residencias hasta el centro de atención, así como también a los pacientes con dificultades motoras. La sede propia permitió la expansión de la obra y la atención de un mayor número de personas en los campos de medicina general, pediatría, ginecología, psiquiatra, psicología  acupuntura y asesoría legal.
Betty Lugo se mantuvo activa como benefactora de la “Casa de la Misericordia” durante 25 años, hasta su muerte ocurrida en Maracaibo, en septiembre de 2017. Su semblanza post mortem aparecida en el diario “La Verdad” de Maracaibo rezaba así: «Betty Cecilia fue una embajadora de Dios en la tierra. Su bondad y su caridad sin límite para con los pobres y enfermos, conformaron su más alta prioridad».